# Propebela harpularia
Propebela harpularia is een slakkensoort uit de familie van de Mangeliidae. De wetenschappelijke naam van de soort is voor het eerst geldig gepubliceerd in 1838 door Couthouy.